# 12240 Droste-Hülshoff
12240 Droste-Hülshoff è un asteroide della fascia principale. Scoperto nel 1988, presenta un'orbita caratterizzata da un semiasse maggiore pari a 2,3479381 au e da un'eccentricità di 0,2198382, inclinata di 3,03965° rispetto all'eclittica.
L'asteroide è dedicato alla poetessa tedesca Annette von Droste-Hülshoff.